# Wolfgang Huschner
Wolfgang Huschner (* 6. August 1954 in Wismar) ist ein deutscher Historiker. Von 2004 bis 2021 hatte er den Lehrstuhl für Mittelalterliche Geschichte an der Universität Leipzig inne.

## Leben und Wirken
Wolfgang Huschner studierte Geschichtswissenschaften an der Humboldt-Universität zu Berlin (HU). Huschner war ein Schüler von Eckhard Müller-Mertens. Von 1981 bis 1991 war Huschner als Wissenschaftlicher Assistent tätig. Huschner wurde 1986 mit der Arbeit Studien zur Reichsstruktur unter Konrad II. (1024–1039) promoviert. Von 1992 bis 1998 war er als Wissenschaftlicher Mitarbeiter an der Humboldt-Universität tätig. Im Jahr 2000 erfolgte die Habilitation mit der von Michael Borgolte betreuten Arbeit Transalpine Kommunikation im Mittelalter. In den Jahren 2000 bis 2001 war er als Gastdozent am Deutschen Historischen Institut in Rom tätig. Von 2004 bis 2021 lehrte er als Professor für Mittelalterliche Geschichte an der Universität Leipzig.
Huschner ist seit 2007 ordentliches Mitglied der Sächsischen Akademie der Wissenschaften, war von 2012 bis 2019 Sekretar der Philologisch-historischen Klasse und ist seit 1. Januar 2020 ihr Vizepräsident. Ferner ist er seit 2009 Mitglied der Historischen Kommission für Sachsen-Anhalt, seit 2008 Membre und seit 2010 Membre du Bureau des Comité International des Sciences Historiques, Commission Internationale de Diplomatique und seit 2013 Mitglied in der Historischen Kommission für Mecklenburg.
Zu seinen Forschungsschwerpunkten zählen die Beziehungen zwischen Italien sowie Mittel- und Nordeuropa im Früh- und Hochmittelalter, die Wechselwirkungen zwischen griechischer und lateinischer Kultur in Italien während des Früh- und Hochmittelalters, die Diplomatik der früh- und hochmittelalterlichen Herrscherurkunden für Empfänger in Italien, die Geschichte Mecklenburgs im Spätmittelalter und die Geschichte der Hanse im südlichen Ostseeraum. Huschner war einer der ersten Historiker der ehemaligen DDR, der in Rom und in Norditalien forschte.
In seiner 1000-seitigen Habilitationsschrift untersuchte Huschner die transalpinen Beziehungen zwischen Italien und dem ostfränkischen Reich aus einer Süd-Nord-Perspektive. Bis dahin hatte die Forschung die Sichtweise auf den politisch-kulturellen Austausch von Süd nach Nord kaum beachtet. Er konnte zeigen, dass die ottonisch-salischen Königsurkunden nicht von Notaren niederer sozialer Stellung geschrieben wurden, sondern sich amtierende und künftige Bischöfe und Erzbischöfe nord- wie südalpiner Provenienz dahinterverbargen. Huschner konnte mehrere dieser Notare durch einen Vergleich der Handschriften, dem Itinerar und dem Empfängerkreis der Urkunden identifizieren. So identifizierte er den Italiener B mit dem italienischen Erzkanzler, Bischof Hubert von Parma, den Italiener D mit Bischof Ambrosius von Bergamo. Grundsätzliche Kritik an der Methodik wie an den Ergebnissen äußerte daraufhin jedoch Hartmut Hoffmann.

## Schriften (Auswahl)
Monografien
- Transalpine Kommunikation im Mittelalter. Diplomatische, kulturelle und politische Wechselwirkungen zwischen Italien und dem nordalpinen Reich (9.–11. Jahrhundert) (= Schriften der Monumenta Germaniae Historica. Bd. 52). 3 Bände. Hahn, Hannover 2003, ISBN 3-7752-5752-7 (Zugleich: Berlin, Humboldt-Universität, Habilitations-Schrift, 2000; Rezension).
- mit Eckhard Müller-Mertens: Reichsintegration im Spiegel der Herrschaftspraxis Kaiser Konrads II. (= Forschungen zur mittelalterlichen Geschichte. Bd. 35). Böhlau, Weimar 1992, ISBN 3-7400-0809-1.

Herausgeberschaften
- mit Theo Kölzer, Marie Ulrike Jaros: Herrscherurkunden für Empfänger in Lotharingien, Oberitalien und Sachsen (9.–12. Jahrhundert). I diplomi dei sovrani per i destinatari in Lotaringia, Italia settentrionale e Sassonia (secoli IX–XII) (= Italia Regia. Fonti e ricerche per la storia medievale. Bd. 2). Eudora-Verlag, Leipzig 2020, ISBN 978-3-938533-43-7.
- mit Antonella Ghignoli, Marie Ulrike Jaros: Europäische Herrscher und die Toskana im Spiegel der urkundlichen Überlieferung (800–1100). I sovrani europei e la Toscana nel riflesso della tradizione documentaria (800–1100) (= Italia Regia. Fonti e ricerche per la storia medievale. Bd. 1). Eudora-Verlag, Leipzig 2016, ISBN 978-3-938533-33-8 (Besprechung).
- mit Ernst Münch, Cornelia Neustadt, Wolfgang Eric Wagner: Mecklenburgisches Klosterbuch. Handbuch der Klöster, Stifte, Kommenden und Prioreien (10./11.–16. Jahrhundert). 2 Bände. Hinstorff, Rostock 2016 ISBN 978-3-356-01514-0 (Besprechung).
- mit Enno Bünz, Christian Lübke, in Verbindung mit Sebastian Kolditz: Italien, Mitteldeutschland, Polen. Geschichte und Kultur im europäischen Kontext vom 10. bis zum 18. Jahrhundert (= Schriften zur sächsischen Geschichte und Vokskunde. Bd. 42). Leipziger Universitäts-Verlag, Leipzig 2013, ISBN 978-3-86583-639-7.
- mit Frank Rexroth: Gestiftete Zukunft im mittelalterlichen Europa. Festschrift für Michael Borgolte zum 60. Geburtstag. Akademie-Verlag, Berlin 2008, ISBN 3-05-004475-6.
- mit Eberhard Holtz: Deutsche Fürsten des Mittelalters. Fünfundzwanzig Lebensbilder. Edition Leipzig, Leipzig 1995, ISBN 978-3-361-00437-5.